# کال تجری
رودخانه کال تجری از کوه‌های شاه حسن سرچشمه گرفته و پس از عبور از کلاته تجری علیا و سفلی در محدوده معروف به کالدابردی (واژه ترکی یعنی جایی که دو رودخانه به هم می‌رسند) به هم می‌پیوندد و پس از گذشت چند کیلومتر در شمال شرق روستای دستجرد به کال ولایت می‌پیوندد.
مهمترین محل‌های سکونت که درگذشته در حاشیه این رودخانه صورت گرفته می‌توان به تپه قلعه کهنه تجری اشاره کرد که در تجری علیا واقع گردیده‌است که اقوام ساکن در آن مربوط به عصر آهن - اشکانیان می‌باشد.